# The Journeyman Project 2: Buried in Time
The Journeyman Project 2: Buried in Time is een videospel ontwikkeld door Presto Studios. Het is het tweede spel uit de Journeyman Project franchise. Het spel verscheen in 1995.
Het spel werd eerst uitgebracht door Sanctuary Woods, maar dit bedrijf ging al snel na uitgave failliet. Daarom publiceerde Presto Studios het spel zelf een tijdje totdat Red Orb Entertainment het spel overnam in 1998.

## Overzicht
Buried in Time brengt een aantal grote veranderingen aan in de gameyplay ten opzichte van het vorige spel. Zo heeft het personage in het spel, Agent 5, in dit tweede deel opeens een naam: Gage Blackwood. Ook komt men meer te weten over zijn persoonlijkheid. De graphics en animaties zijn verbeterd ten opzichte van de vorige versie, en er zijn live-action tussenfilmpjes toegevoegd.
De pc-versie is geheel geprogrammeerd in C++ voor een betere werking. Er stond ook een PlayStation-versie op de planning, maar die is er nooit gekomen.

## Verhaal
Het verhaal begint zes maanden na het vorige spel. Gage Blackwood krijgt bezoek van een toekomstige versie van zichzelf. Iemand heeft de toekomstige Gage ervan beschuldigd te hebben geknoeid met historische voorwerpen. Het is aan de hedendaagse Gage om naar het verleden te gaan en bewijs te vinden dat zijn toekomstige versie onschuldig is. Ondertussen zijn de buitenaardse beschavingen waar de aarde een bondgenootschap mee heeft niet tevreden met het feit dat de aarde als enige de mogelijkheid tot tijdreizen heeft. Al snel dreigt de “Temporal Security Agency” waar Gage voor werkt te moeten sluiten.
Samen met een kunstmatige levensvorm genaamd Arthur reist Gage onder andere de werkplaats van Leonardo da Vinci en de Maya Tempel van Chichen Itza bij langs. Uiteindelijk vindt hij de ware dader: Michelle Visard, een andere TSA-agent. Zij is echter slechts een pion in het plan van een buitenaards ras genaamd de Krynn. Om de aarde en zijn toekomstige versie te redden moet Gage ook hen stoppen.

## Cd-roms
Het spel werd uitgebracht op drie cd-roms. De data op deze cd-roms is zo ingedeeld dat van cd-rom wisselen zo min mogelijk hoeft te gebeuren. De verdeling is als volgt:
- Disc 1: Farnstein Space Laboratory
- Disc 2: Gage Blackwood's residence, Missile silo, Krynn vessel
- Disc 3: Chateau Gaillard, Leonardo da Vinci's workshop, Chichén Itzá

## Foutjes
De eerste versie van Buried in Time bevatte een fout aan het eind van het spel die ervoor zorgde dat de speler nooit een perfecte score kon krijgen. Deze fout en nog een paar fouten traden op als men het spel onder Windows 95 probeerde te draaien. De fouten werden verholpen in een versie 1.1 patch.
Toen het spel opnieuw werd uitgebracht als onderdeel van de The Journeyman Project Trilogy boxset, had Buried in Time te maken met een aantal publicatiefouten. Zo was in veel van de boxsets per ongeluk cd-rom 3 gelabeld als cd-rom 2.

## Reacties
De reacties op het spel waren grotendeels positief. Toch waren er een paar punten van kritiek, zoals het kleine scherm, het biochip-systeem en het grote aantal manieren waarop de speler vast kon komen te zitten.